# Fumarell
Els fumarells o fumadells (Chlidonias) són un gènere d'ocells de la família dels làrids (Laridae). Semblants als xatracs del gènere Sterna, crien normalment en aiguamolls d'aigua dolça, més que no pas en zones costaneres. Els fumarells negre, alablanc i carablanc es poden contemplar amb una certa regularitat als Països Catalans.

## Taxonomia
El gènere Chlidonias va ser introduït el 1822 pel francès Constantine Samuel Rafinesque amb Sterna melanops Rafinesque = Sterna surinamensis (J. F. Gmelin) com a espècie tipus. El nom Chlidonias és del grec antic «khelidonios», "gairebé oreneta", de «khelidon», "gairebé".
Se n'han descrit quatre espècies:
- Chlidonias niger, Fumarell negre.
- Chlidonias leucopterus, Fumarell alablanc.
- Chlidonias hybridus, Fumarell carablanc.
- Chlidonias albostriatus. Fumarell de Nova Zelanda.